# 황정목

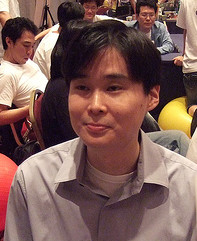
데니스 황

황정목(黃正穆, Dennis Hwang 데니스 황[*], 1978년 ~)은 구글의 기념일 로고 디자이너이며, 인터내셔널 웹 마스터이다. 현재는 구글에서 분사한 나이앤틱에서 아트 디렉터로 일하고 있다.

## 생애
테네시주의 녹스빌에서 태어나 5살 때 대한민국으로 옮겼다. 과천시에서 살면서 과천초등학교와 문원중학교를 다녔다. 이후 중학교 2학년 때 다시 미국 유학길에 올라, 1997년 미국 스탠퍼드 대학교에서 미술과 컴퓨터공학과를 전공하기 시작했다. 당시 스탠퍼드대 컴퓨터공학과에는 훗날 구글 (1998년)을 설립하게 되는 래리 페이지와 세르게이 브린이 재학 중이었다.
2000년, 황정목은 구글의 초창기 멤버였던 기숙사 친구로부터 공학과 미술 동시전공자를 대상으로 인턴을 찾고 있다는 제안을 받고, 학비를 벌 겸 구글에 입사했다. 황정목은 업무 시간의 20%는 하고 싶은 일을 하는 데 쓸 수 있는 사내 규정을 이용해, 기념일에 따라 구글의 로고를 디자인하는 일을 시작했고 지금의 구글 두들을 탄생시켰다. 그 해부터 황정목은 구글 정직원이 되어 2009년까지 구글 로고 디자이너를 맡았다. 2003년 8월 9일에는 녹스빌에서 Appalachian Arts Fellow Award at World's Fair Park를 수여받았다.
2010년부터는 구글의 사내 벤처기업인 나이앤틱에 입사, 비주얼 인터렉션 디렉터를 맡았다. 2013년 증강현실 기반 모바일 게임 <인그레스>를 거쳐, 2015년부터는 <포켓몬 고>의 총괄 미술 감독을 맡아 게임 설계를 지휘했다. <포켓몬 고>는 2016년 7월 출시되었다.